# 屋敷陽太郎
屋敷 陽太郎（やしき ようたろう、1970年6月11日 ‐）は、日本放送協会（NHK）所属のテレビプロデューサー。
富山県氷見市出身。富山市で育つ。

## 来歴・人物
富山大学附属中学校、富山県立富山高等学校、京都大学法学部卒業。
大学在学中は、国際政治学を専攻（高坂正堯ゼミ）。有信会学生委員、法律相談部に所属。京都府明るい選挙推進委員も務めた。
1993年にNHK入局。番組制作局ドラマ番組部に配属。
95年から山形放送局に勤務。98年に番組制作局（現・制作局）ドラマ番組部異動。
2000年から2001年まで、海外派遣研修制度で、米国ロサンゼルスにて映画製作実務を学ぶ。
2017年、「真田丸」で、日本映画テレビプロデューサー協会プロデューサー賞を受賞。
クリエイターセンター統括副部長を経て、2022年にメディア総局第3制作センター長就任。
2024年7月1日より京都放送局長を務める。

## 受賞
- 平成27年度（第70回）文化庁芸術祭　テレビ・ドラマ部門大賞[7]
- 第41回エランドール賞　テレビプロデューサー賞（2017年）[8]

## 主な作品

### NHK大河ドラマ
「八代将軍吉宗」（1995年、演出助手）
「元禄繚乱」（1999年、演出助手）
「新選組！」（2004年、制作主任）
「篤姫」（2008年、プロデューサー）
「江～姫たちの戦国」（2011年、制作統括）
「真田丸」（2016年、制作統括）

### NHK連続テレビ小説
「私の青空」（2000年）
「ちゅらさん４」（2007年、制作）

### NHK特集ドラマ
「クライマーズ・ハイ」（2005年）

### NHK土曜ドラマ
「マチベン」（2006年）
「君たちに明日はない」（2010年、制作統括）
「64（ロクヨン）」（2012年、制作統括）
「島の先生」（2013年、制作統括）

### NHKドラマ10
「ガラスの家」（2013年、制作統括）

### NHKよる★ドラ
「眠れる森の熟女」（2012年、制作統括）